# Balcarce (município)
Balcarce (partido) é um partido (município) da província de Buenos Aires, na Argentina. Possuía, de acordo com estimativa de 2019, 45.551 habitantes.

## Localidades
- Balcarce: 35.150 habitantes
- Los Pinos: 464 habitantes
- Napaleofu: 377 habitantes
- Ramos Otero: 92 habitantes
- San Agustin: 539 habitantes
- Villa Laguna La Brava: 174 habitantes
- Juan M. Bosch

(INDEC 2.001)